# Vladimir L. Popov (mathématicien)
Vladimir Léonidovitch Popov (en russe : russe : Влади́мир Леони́дович Попо́в, né le 3 septembre 1946 à Moscou) est un mathématicien qui travaille en théorie des invariants et en théorie des groupes de transformations.

## Biographie
Popov est diplômé, en 1969, de la Faculté de mécanique et de mathématiques de l'université d'État de Moscou. En 1972, il obtient le grade de candidat ès sciences (équivalent d'un doctorat) avec une thèse intitulée « Стабильность действия алгебраических групи арифметика квазиоднодных мных гобазиодный » (Stability of Algebraic Group Actions and Arithmetic of Quasihomogeneous Varieties) dirigée par Ernest Vinberg . En 1984 il obtient le grade de doktor nauk (docteur en sciences, équivalent d'une habilitation) avec une thèse intitulée « Групы, образующие, сизигии орбитв теории инвариантов » (Groupes, générateurs, syzygies et orbites dans la théorie des invariants).
Il est membre de l'Institut de mathématiques Steklov et professeur à l'École des hautes études en sciences économiques. Professeur titulaire (1986) de la chaire d'algèbre et de logique mathématique à l'université d'État de Moscou, au MIEM (Moscow Institute of Electronics and Mathematics (en)) HSE (Higher School of Economics) / School of Applied Mathematics (1995-2012 ; à mi-temps depuis 2002). Depuis 2012, il est professeur au département de mathématiques appliquées du MIEM-HSE (à temps partiel). Depuis janvier 2002 Leading Research Fellow, et depuis mai 2017 Principal Research Fellow à l'Institut mathématique Steklov de l'Académie des sciences de Russie. 
Il est rédacteur en chef du périodique Transformation Groups depuis 2020, après avoir été « executive managing editor » de 1996 à 2020. 

## Travaux
Les travaux de Popov portent sur les groupes de transformation algébriques, la théorie des invariants, les groupes algébriques, groupes de Lie, algèbres de Lie et leurs représentations, la géométrie algébrique, les groupes d'automorphisme des variétés algébriques, les groupes de réflexions discrets.
En 1987, Popov démontre une conjecture de Claudio Procesi et Hanspeter Kraft.
En 2006, avec Nicole Lemire et Zinovy Reichstein, Popov résout un problème posé par Domingo Luna en 1973.
Certains de ses travaux ont fait l’objet d'un exposé de Jacques Dixmier au séminaire Bourbaki.

## Distinctions
En 1986, il est conférencier invité au congrès international des mathématiciens de Berkeley et, en 2008-2010, il est membre du noyau du panel pour la section 2, « Algèbre », du comité du programme pour le congrès international des mathématiciens de 2010 à Hyderabad,.
En 2012, il est élu membre de la promotion inaugurale des membres de l'American Mathematical Society, « in recognition of distinguished contributions to the profession »
En 2016, il est élu membre correspondant de l'Académie russe des sciences.

## Publications

### Livres
- Vladimir L. Popov, Discrete complex reflection groups, Utrecht, Communications of the Mathematical Institute Rijksuniversiteit Utrecht Vol. 15, 1982
- Vladimir L. Popov, Groups, generators, syzygies, and orbits in invariant theory, Amer. Math. Soc., coll. « Translations of Mathematical Monographs » (no 100), 1992 (ISBN 0-8218-4557-8)[9]
- Giovanni A. Cornia et Vladimir L. Popov, Transition and institutions: the experience of gradual and late reformers, Oxford New York, Oxford University Press, 2001 (ISBN 9780199242184)

### Autres
- Vladimir L. Popov et Ernest Vinberg, « Invariant Theory », dans Algebraic Geometry IV, Springer, coll. « Encyclopaedia of Mathematical Sciences » (no 55), 1994 (ISBN 978-3-642-08119-4, DOI 10.1007/978-3-662-03073-8_2, zbMATH 0735.14010), p. 123–278
- Vladimir Popov et Evgueni A. Tvelve, « Self-dual Projective Algebraic Varieties Associated with Symmetric Spaces », dans Algebraic transformation groups and algebraic varieties : Proceedings of the conference Interesting algebraic varieties arising in algebraic transformation group theory held at the Erwin Schrödinger Institute, Vienna, Springer, 2004 (ISBN 9783540208389, lire en ligne), p. 131-168